# Природни споменик Група од девет стабала липе
Природни споменик Група од девет стабала липе се налази у оквиру споменика природе Рибница, у кањону реке Рибнице, непосредно уз цркву Св. Петра и Павла у Паштрићу, на територији општине Мионица.